# Pulsni oksimetar
Pulsni oksimetar je sonda sa svetlećim diodama (light-emitting diodes –LEDs) ili detektor sonda koja je preko kabela povezana sa oksimetrom, sa kojim čini sistem za pulsnu oksimetriju — namenjen za procenu zasićenja (saturacije) hemoglobina kiseonikom. Zasniva se na Beer-Lambertovom zakonu koji glasi: intenzitet propuštene svetlosti kroz medijum eksponencijalno opada sa porastom gustine i distance koju prolazi svetlost.

## Istorija
Nemački lekar Karl Matthes (1905–1962)  prvi je 1935. godine razvio dvotalasni merač zasićenja O2 sa crvenim i zelenim filterima (kasnije crvenim i infracrvenim filterima). Njegov merač bio je prvi uređaj koji je izmerio zasićenje kiseonika (O2).
Originalni oksimetar konstruisao je Glenn Allan Millikan 1940-tih godina. Godine 1949. Vood je ovom apartu dodao kapsulu za pritisak da bi istisnuo krv iz uva kako bi dobio apsolutnu vrednost zasićenja kiseonika kada je krv ponovo pročitana. Koncept koji je bio sličan današnjoj konvencionalnoj pulsnoj oksimetriji, bio je težak za implementaciju zbog nestabilnih fotoćelija i izvora svetlosti; i zato se danas kao metoda više ne koristi kliničkoj praksi, (nakon što je 1964. godine konstruisan prvi apsolutni očitavajući oksimetar, koji je koristio osam talasnih dužina svetlosti). 
Pulsni oksimetri koji su radili na principu različitog nivoa apsorpcije crvenih i infracrvenih talasa iako su prvi put konstruisani 1972. godine od strane  Takuo Aoiagi i Michio Kishi, bioinžinjera kod Nihon Kohdena. Susumu Nakajima, hirurg, i njegovi saradnici prvi su testirali ovaj uređaj na pacijentima, i o rezultatima testa podneli izveštavaj 1975. godine. Biok je komercijalizovao uređaj 1980. godine kada je po prvi put počeo da se primenjuje senzor za višestruku upotrebu.
U početku pulsni oksimetar se načelno koristio tokom operativnih zahvata (kao deo standardne opreme u operacionim salama počev od 1986. godine) u cilju prevencije akcidentalne smrti koja je mogla da nastane kao posledica desaturacije kiseonika. Pulsna oksimetrija vremenom je sve više imala posebnu vrednost u neonatalnoj jedinici u kojoj su sa jedne strane pacijenti ugroženi nedovoljnom oksigenacijom, a sa druge strane previše kiseonika i/ili fluktuacije koncentracije kiseonika može dovesti do oštećenja vida ili slepila od retinopatije prevremenosti (ROP). Dalje, dobijanje arterijske krvi iz tela neonatalnog pacijenta je jako bolno i glavni je uzrok neonatalne anemije. Međutim u početku primene ovih uređaja bili su česti artefakti koji su ponekad bili značajno ograničenje nadzora pulsne oksimetrije što rezultiralo čestim lažnim alarmima i gubitkom podataka. Razlog tome je što tokom kretanja i niske periferne perfuzije mnogi pulsni oksimetri ne mogu razlikovati pulsirajuću arterijsku krv od pokretne venske krvi što dovodi do prikaza niže vrednosti zasićenosti kiseonikom. Brojne studije performansi pulsnih oksimetara tokom kretanja subjekta jasno su otkrile ranjivost konvencionalnih tehnologija pulsne oksimetrije na pojavu artefakta.
Masimo je 1995. uveo tehnologiju za ekstrakciju signala (SET) koja može tačno izmeriti oksigenaciju i tokom kretanja pacijenta i slabu perfuziju odvajanjem arterijskog signala od venskog i drugih signala. Od tada su proizvođači pulsnih oksimetara razvili nove algoritme za smanjenje nekih lažnih alarma tokom pokreta, poput produžavanja prosečnih vremena ili zamrzavanja vrednosti na ekranu, ali ne tvrde da je vrednost uvek tačna u usloveima tokom kretanja i niske perfuzije. Dakle, još uvek postoje važne razlike u performansama pulsnih oksimetra tokom zahtevnih uslova. Takođe 1995. godine Masimo je uveo perfuzijski indeks, kvantifikujući amplitudu perifernog talasa pletizmografa. Vremenom je kroz istraživanja dokazano da indeks perfuzije pomaže kliničarima da predvide i otkriju: 
- težinu bolesti i rane negativne respiratorne ishode kod novorođenčadi,[9][10][11]
- niži protok vene kave vene kod novorođenčadi sa vrlo niskom porođajnom težinom,[12]
- promene kod simpatiktomije nakon epiduralne anestezije,[13]
- kritičnu urođenu srčanu bolest kod novorođenčadi.[14]

Do sada objavljeni radovi koji su upoređivali tehnologiju izdvajanja signala sa drugim tehnologijama pulsne oksimetrije pokazali su konstantno povoljne rezultate primenom tehnologije ekstrakcije signala, jer pomaže kliničarima u poboljšanju konačnog ishoda lečenja pacijenata. U jednom istraživanju, utvrđeno je da je retinopatija novorođenčadi (oštećenje oka) smanjena je za 58% čak i kod novorođenčadi sa vrlo niskom porođajnom težinom primenom tehnologije ekstrakcije signala, dok nije bilo smanjenja retinopatije prevremenosti u drugom centru kod istih kliničara koji koriste isti protokol ali sa tehnologijom ekstrakcije signala.
Druga istraživanja su pokazala da pulsna oksimetrija pomoću tehnologije ekstrakcije signala rezultuje manjim merenjima gasa u arterijskoj krvi, skraćenju vremena odlaganja primene kiseonika, manjoj upotrebi senzora i manjoj dužini boravka u bolnici. Godine 2020. naknadna retrospektivna studija pokazala je da je tokom deset godina korišćenja pulse oksimetrije tehnologijom za ekstrakciju signala, zajedno sa sistemom za nadzor pacijenta, bilo nulto umrlih pacijenata, a nijedan pacijent nije oštećen od respiratorne depresije izazvane opioidima.
Danas se pulsni oksimetar primenjuje u skoro svim kliničkim uslovima: od odeljenja urgentne medicine i jedinicama intenzivne terapije, na kojima je sastavni deo višefunkcionalnog monitoring sistema, do odeljenja opšte nege.  Primenjuje se i svakodnevno u službama hitne medicinske pomoći, tokom transporta pacijenata u bolnicu, u dijagnostičkim ambulantama kao i u kućnim uslovima.

## Opšte informacije
Pulsni oksimetar se do sada pokazao kao veoma dobar neinvazivni uređaj u pulsnoj oksimetriji zbog:
- jednostavnosti pri upotrebi,
- kontinuirani monitoring saturacije hemoglobina kiseonikom u arterijskoj krvi, koja se određuje sa

svakim pulsnim udarom (SpO2),
- odsustva biohemijske analize krvi, neinvazivnosti,
- nenarušavanja integriteta kože, neinvazivnost,
- odsustva dodira sa telesnim tečnostima, smanjuje rizik od jatrogenih bolesti,
- brze procene oksigenacije pacijenta, koja omogućava rano otkrivanje hipoksemije pre nastupanja znakova respiratornog distresa (tahikardije, tahiponeje, cijanoze, agitacije i

letargije) koja u poređenju sa fizikalnim nalazom, ima brojne prednosti obzirom da je cijanoza kože u hipoksiji vidljiva tek kada je saturacija kiseonikom manja od 85%. 
Naveden prednosti doprineli su da pulsni oksimetar bude brzo prihvaćena u kliničkoj praksi. 
Međutim iako se merenje saturacije kiseonika pacijenta pulsnim oksimetrom čini prilično jednostavnom procedurom, tačna interpretacija rezultata je značajno komplikovanija. Da bi se izbegle greške u očitavanju vrednosti SpO2 i unapredila bezbednost pacijenata, neophodno je dobro poznavanje:
- krive disocijacije oksihemoglobina,
- osnovnih principa funkcionisanja pulsnog oksimetra i
- njegovih tehničkih karakteristika,
- faktora koji mogu uticati na dobijene tačnih vrednosti.[24]

### Indikacije
Pulsni oksimetar se primenjuje za pulsnu oksimetriju prema preporukama Udruženja za intenzivnu negu (eng. The Society for Critical Care Medicine – SCCM) za:
- kontinuirani monitoring,
- intermitentni monitoring (čija učestalost merenja zavisi od kliničkog stanja pacijenta)

Kontinuirani monitoring se preporučuje:
- kod svih kritično obolelih i povređenih pacijenta i pacijenata sa nestabilnom plućnom funkcijom,
- tokom i/ili neposredno posle operativnog zahvata (male intervencije koje su izvedene sa minimalnom sedacijom ne moraju uvek imati kontinuirani monitoring)
- kada pacijent prima sedaciju zbog dijagnostičke procedure kao što je bronhoskopija, endoskopija gornjih ili donjih partija digestivnog trakta, kateterizacija srca, biopsija jetre ili bubrega,
- kod pacijenta sa opstruktivnim apnea sindromom ili ekstremno gojaznih pacijenata,
- kod pacijenata sa akutnim bolom koji se tretira analgeticima koji mogu izazvati respiratornu depresiju,
- kod pacijenata sa rizikom od desaturacije,
- tokom intra i interbolničkog premeštaja pacijenta,
- tokom hemodijalize.

Pulsna oksimetrija trebalo bi se koristiti kada je pacijent ili ispitanik:
- na oksigenoterapiji,
- tokom lečenja u hipobaričnoj i hiperbaričnoj komori,
- tokom testa na centrifugi,
- treaheostomisan,
- na dugotrajnoj mehaničkoj ventilaciji.[25][26]

## Kontraindikacije
Monitoring pulsnim oksimetrom ne bi se trebao koristiti:
- tokom kardiopulmonarne reanimacije,
- kada je pacijent hipovolemičan,
- za procenu adekvatnosti ventilatorne potpore ili detekciju pogoršanja plućne funkcije kod pacijenata na oksigenoterapiji visokim koncentracijama kiseonika.

Kako sva ova stanja zahtevaju gasne analize krvi ili druga laboratorijska testiranja za dijagnostiku i praćenje stanja pacijenata, primena pulsne oksimetrije je kontraindikovana.

## Tehnička ograničenja
Tehnička ograničenja odnose se na vremensko kašnjenje (eng. response delay), koje je posledica dužeg trajanja izračunavanja vrednosti u kompjuterskoj jedinici monitora. Ona se kreće od 8 do 90 sekundi i zavisi od:
- tipa pulsnog oksimetra,
- mesta postavljanja senzora,[а]
- stanja perfuzije,
- blage hipotermije,
- primene vazoaktivnih lekova.[27]

## Galerija
- Neki od savremenih pulsnih oskimetara

## Napomene
1. ↑  Ukoliko je senzor postavljen na centralnom polju, na primer, ušnoj školjki, za detekciju hipoksemije dovoljno je do 10 sekundi, dok to vreme, ukoliko je senzor na jagodici prsta, iznosi 30−60
sekundi, a na palcu noge 90 sekundi.

## Spoljašnje veze
Mediji vezani za članak Pulsni oksimetar na Vikimedijinoj ostavi

|  | Molimo Vas, obratite pažnju na važno upozorenje u vezi sa temama iz oblasti medicine (zdravlja). |